# Fashion TV
FashionTV（ファッション・ティーヴィー）はフランスを拠点に世界各地でテレビ放送されているファッション専門チャンネル。
1997年にMichel Adam Lisowskiによって設立され、同年に放送を開始。31機の放送衛星を用いて、ヨーロッパやアジアを中心に世界200か国超・3億世帯以上（視聴可能世帯）へ向け、約2000のケーブルテレビ等で放送されているほか、無料でインターネットサイマル配信されている。
かつては日本でも「ファッションTV」の名称でCS放送のチャンネルを所有していた（後述）。

## プログラム
毎日24時間放送され、ファッションに関する様々な番組を放送している。ひとつのプログラムは数分から15分程度となっており、世界各地で行われるコレクションショーのランウェイやファッション業界で活躍する人物、ファッションモデル等にスポットを当てた内容などとなっている。
毎年500時間以上の番組が制作され、シーズンごとに約300開催される世界のコレクションショーから600の映像が追加され続けている。
- Hair & Makeup
ヘア&メイクアップアーティストとそのテクニックを紹介。
- First Face
そのファッションショーでのイメージキャラクターとして、幕開けを飾るトップモデルを紹介。
- Photographers
有名カメラマンによるファッション写真やその撮影シーンを紹介。
- F People
VIPや俳優、トップモデルなど、世界のセレブリティたちを紹介。
- F Party
FashionTVが開催するF. PARTYの様子を紹介。
- Fashion Diary
人気モデルの日常生活を取材したプログラム。
- Fashion Destination
世界の観光地をモデルたちが観光する。
- Fashion Event
世界各地で開催されるファッションイベントを紹介。
- Fashion & Music
ミュージックプログラム。
- Fashion & Film
ファッションと関連のある映画の紹介。
- Fashion Event
世界の各都市で開催されるファッショナブルなイベントを紹介。
- Fashion Week
世界の主要都市で行われるコレクションから最新の情報を紹介。
- Global Fashion 
メジャーではないがユニークなブランドを紹介するプログラム。
- Tendance
今シーズン最も注目のアイテムを紹介。
- Lingerie
セクシーなランジェリーを紹介。
- Models
毎回一人、人気モデルや注目の新人などのファッションモデルを特集。
- Designers
トップファッションデザイナーにスポットを当てたプログラム。
- Models Talk
人気モデルが仕事や私生活などを語る。
- Midnight Hot
ランジェリーや水着によるカレンダーの撮影風景など、セクシーな映像を中心としたプログラム。
- Swimwear
最新の水着を海岸やジャングルなどで撮影。
- Designers Talk
人気デザイナーの独占インタビュー。
- Spring / Summer
春夏ファッションの紹介。
- Fall / Winter
秋冬ファッションの紹介。
- Models Special
トップモデルにスポットを当てて紹介。
- Model Awards
FashionTVの創始者、ミシェル・アダム主催の新人モデル発掘イベント「MISS FTVモデル・アワード」の紹介。
- Backstage Special
ファッション業界の舞台裏を紹介。
- F Floor
世界のクラブ・シーンを紹介。
- Fashion & Sports
スポーツ・ファッションの紹介。
- Fashion News
ファッションに関わる最新ニュースを紹介。

## クルーズ客船
FashionTVは2007年に豪華クルーズ客船を取得して改装し、チャンネルのロゴマークにちなんでF Diamondと命名された。船では多くのファッションイベントやパーティーが開催され、放送やウェブサイトを通じてその様子が紹介されている。各地への航海も行われ、2007年10月の時点で地中海や東南アジアの数ヵ所を訪れている。2008年に全面塗り替えされ、F Black Diamondとなった。

## 日本国内での展開

### 衛星放送
1997年12月からディレクTVで放送開始。ディレクTVの営業終了に伴い2000年9月に放送を終了。
2008年4月1日に株式会社Fashion TV Japanがスカパー!e2（現・スカパー!）（委託放送事業者はシーエス日本）で放送を開始。放送内容はFashionTV本社が制作する東アジア向けの国際放送であり、番組で使われている言語は英語が中心で日本語は字幕を含めて使われていない。CMも国際放送のものをそのまま放送していた。2008年10月29日よりアクトビラのコンテンツとしても一部番組を期間限定で配信した。
2008年12月1日より株式会社JFCCがFashionTV本社から放送権利を取得し、スカパー!（現・スカパー!プレミアムサービス）Ch.SD765にてFashionTVの放送を開始（放送開始時の委託放送事業者は日本教育放送）。東アジア向けの国際放送をメインに、番組やCMの一部を日本独自の内容に差し替えて放送している。
2009年3月31日をもって株式会社Fashion TV Japanによるスカパー!e2での放送が終了。この期間、スカパー!とスカパー!e2では日本版放送の有無により放送内容が一部異なっていた。Ch.315は4月より「FOXプラス」に変更された。
2009年4月より株式会社JFCCがスカパー!e2のスカチャンHD800（現・スポーツライブ+）で「I love FashionTV !」の放送を開始。ハイビジョン画質の無料番組で、日本版を中心に30分にまとめた内容となっている。毎月2本ずつ新作が繰り返し放送されている。スカパー!HDの開始とともに、当時のスカチャンHD190でも同じ放送を開始した。その後も放送メディアを拡大しアクトビラでの配信を開始、2010年4月からはひかりTV ch.824、ケーブルテレビ品川でも放送を開始する。
2010年7月1日、スカパー!はJFCCの衛星役務利用放送に移行するとともに、チャンネル名を「ファッションTV」に変更。またこの日より全ての番組を画角16:9製作に移行したが、スカパー!SDの仕様により画角情報が付加できないため4:3スクイーズ圧縮され放送されている。このため従来の4:3テレビでは縦方向に細長い映像になる。2011年7月1日、スカパー！の視聴料金を1050円から410円に値下げ。
2012年10月1日、スカパー!プレミアムサービスにてハイビジョン放送を開始と同時に、視聴料金を410円から1575円に値上げした。
2012年12月1日、スカパー!プレミアムサービス標準画質（Ch.SD765）の放送事業者がスカパー・ブロードキャスティングに変更。
2016年3月31日24時をもって、日本での放送を終了した。

### 日本独自プラットフォームでのインターネット配信
ディレクTVでの放送終了からスカパー!での再開局までの期間、Yahoo!動画や4th MEDIAで一部番組が配信されていた。
2010年10月20日、iPhone,iPad,iPod touch向けにApp Storeにて公式アプリ「FashionTV JAPAN」を公開。このアプリはダウンロード無料で、ニュース、ピックアップムービーなどは無料で閲覧可能、生放送を見るには30日間視聴期間を購入する必要がある（現在初回起動から30日間は無料）。2011年6月24日、NTTドコモのスマートフォン向けにもドコモマーケットにて公式アプリ「FashionTV JAPAN」を公開。iPhone版と同じくアプリのダウンロードは無料で、ニュース、ピックアップムービーが無料で閲覧可能（一部有料）、生放送は1ヵ月間230円（税込）で視聴できる。
2011年7月9日、iPhone,iPad,iPod touch向けにApp Storeにて新バージョン公式アプリ「FashionTV JAPAN+」を公開。ダウンロード無料で、アンドロイド版と同様に生放送が1ヵ月間230円（税込）で視聴可能に。2011年7月14日、iPhone,iPad,iPod touch向け公式アプリはApp Storeが円高でレートを見直したため、生放送が1ヵ月間170円（税込）で視聴可能に。
2022年9月からは楽天グループが運営している動画配信サービス「Rチャンネル」にて無料配信している。

### 日本でのその他の事業
放送以外では2009年8月に港区麻布十番にオフィシャルレストランバーとしてf・BARを日本初出店、2010年3月には高城剛がFashionTVシニアクリエイティブ・ディレクターに就任。